# پیتر بیکر (بازیکن فوتبال، زاده ۱۹۳۴)
پیتر بیکر (انگلیسی: Peter Baker؛ زادهٔ ۲۴ اوت ۱۹۳۴) بازیکن فوتبال اهل بریتانیا است.
از باشگاه‌هایی که در آن بازی کرده‌است می‌توان به باشگاه فوتبال شفیلد ونزدی اشاره کرد.